# Liste der Baudenkmäler in Falkenberg (Niederbayern)
Auf dieser Seite sind die Baudenkmäler in der niederbayerischen Gemeinde Falkenberg zusammengestellt. Diese Tabelle ist eine Teilliste der Liste der Baudenkmäler in Bayern. Grundlage ist die Bayerische Denkmalliste, die auf Basis des Bayerischen Denkmalschutzgesetzes vom 1. Oktober 1973 erstmals erstellt wurde und seither durch das Bayerische Landesamt für Denkmalpflege geführt wird. Die folgenden Angaben ersetzen nicht die rechtsverbindliche Auskunft der Denkmalschutzbehörde.

## Baudenkmäler nach Ortsteilen

### Falkenberg
| Lage                                      | Objekt                                 | Beschreibung | Akten-Nr.             | Bild           |
| ----------------------------------------- | -------------------------------------- | --- | --------------------- | -------------- |
| Sommerstraße 5; Sommerstraße 3 (Standort) | Katholische Pfarrkirche St. Laurentius | weitgehend neugotischer Bau, 1857; Turmuntergeschoss wohl 13. Jahrhundert, Chor im Kern spätgotisch, darunter Tattenbach'sche Gruft; mit Ausstattung; Friedhofskapelle, neugotischer Bau mit Dachreiter, wohl 1857 neu errichtet; kleiner neugotischer Kapellenbau mit Treppengiebel und Lourdesgrotte, 2. Hälfte 19. Jahrhundert; Friedhofsummauerung, wohl spätmittelalterlich, erneuert um 1857 | D-2-77-119-1 Wikidata | weitere Bilder |

### Altgmain
| Lage                              | Objekt                              | Beschreibung                                                                                                 | Akten-Nr.             | Bild |
| --------------------------------- | ----------------------------------- | --- | --------------------- | ---- |
| Malgersdorfer Straße 4 (Standort) | Einfirsthof mit verputztem Blockbau | im Kern Ende 17. Jahrhundert; angebaut kleiner Ständerbohlen-Stadel mit Steildach, 1. Hälfte 19. Jahrhundert | D-2-77-119-3 Wikidata | BW   |

### Amelgering
| Lage                     | Objekt        | Beschreibung                                      | Akten-Nr.             | Bild |
| ------------------------ | ------------- | ------------------------------------------------- | --------------------- | ---- |
| In Amelgering (Standort) | Weilerkapelle | neubarocker Saalbau, erbaut 1870; mit Ausstattung | D-2-77-119-4 Wikidata | BW   |

### Berg
| Lage                | Objekt           | Beschreibung                                                 | Akten-Nr.             | Bild |
| ------------------- | ---------------- | ------------------------------------------------------------ | --------------------- | ---- |
| Berg 2 (Standort)   | Zugehörig Stadel | in Ständerbohlen-Bundwerk-Konstruktion, Ende 18. Jahrhundert | D-2-77-119-6 Wikidata | BW   |
| Langfeld (Standort) | Hofkapelle       | kleiner Satteldachbau, Mitte 19. Jahrhundert                 | D-2-77-119-7 Wikidata | BW   |

### Brunning
| Lage                   | Objekt                            | Beschreibung | Akten-Nr.             | Bild |
| ---------------------- | --------------------------------- | --- | --------------------- | ---- |
| Brunning 12 (Standort) | Querstockhaus eines Vierseithofes | zweigeschossiger Bau mit flach geneigtem Satteldach und Blockbau-Obergeschoss (z. T. verschalt), anstelle des Eselsbretten geschnitzter Rumpf eines Hirsches, um 1820/40 | D-2-77-119-8 Wikidata | BW   |

### Bürchen
| Lage                 | Objekt                             | Beschreibung | Akten-Nr.             | Bild |
| -------------------- | ---------------------------------- | --- | --------------------- | ---- |
| Bürchen 3 (Standort) | Ehemaliges Stockhaus der Hofanlage | zweigeschossiger Bau mit Blockbau-Obergeschoss und langem hofseitigem Schrot, frühes 19. Jahrhundert; First 1898 gedreht | D-2-77-119-9 Wikidata | BW   |

### Diepoltsberg
| Lage                      | Objekt                       | Beschreibung                                                                                       | Akten-Nr.              | Bild |
| ------------------------- | ---------------------------- | -------------------------------------------------------------------------------------------------- | ---------------------- | ---- |
| Diepoltsberg 2 (Standort) | Ständerbohlen-Bundwerkstadel | Südflügel des Vierseithofes, 1. Hälfte 19. Jahrhundert                                             | D-2-77-119-10 Wikidata | BW   |
| Diepoltsberg 4 (Standort) | Ständerbohlen-Bundwerkstadel | mit Viertelkreisbügen und Bemalung, Ostflügel des großen Vierseithofes, 1. Drittel 19. Jahrhundert | D-2-77-119-11 Wikidata | BW   |

### Diepoltskirchen
| Lage                        | Objekt                                    | Beschreibung | Akten-Nr.              | Bild                                      |
| --------------------------- | ----------------------------------------- | --- | ---------------------- | ----------------------------------------- |
| Eichenstraße 7 (Standort)   | Mitterstallbau                            | zweigeschossiger Satteldachbau, mit Blockbau-Obergeschoss, Trauf- und Giebelschrot, rückwärts Ständerbohlenwand, 2. Viertel 19. Jahrhundert        | D-2-77-119-12 Wikidata | BW                                        |
| Hauptstraße 27 (Standort)   | Zugehörig kleiner Ständerbohlenstadel     | Ende 18. Jahrhundert | D-2-77-119-15 Wikidata | BW                                        |
| Hauptstraße 39 (Standort)   | Katholische Wallfahrtskirche St. Valentin | Saalbau mit eingezogenem Chor des späten 15. Jahrhunderts, um 1730/40 barockisiert, Turmoberbau und geschweifte Zwiebelhaube 1777; mit Ausstattung | D-2-77-119-16 Wikidata | Katholische Wallfahrtskirche St. Valentin |
| Rimbachstraße 12 (Standort) | Zugehörig Ständerbohlenstadel             | 2. Viertel 19. Jahrhundert | D-2-77-119-18 Wikidata | BW                                        |

### Fünfleiten
| Lage                    | Objekt                        | Beschreibung | Akten-Nr.              | Bild |
| ----------------------- | ----------------------------- | --- | ---------------------- | ---- |
| Fünfleiten 6 (Standort) | Stockhaus eines Dreiseithofes | mit Blockbau-Obergeschoss und Flachsatteldach, bezeichnet 1767; zugehörig Ständerbohlenstadel mit profilierten Kopfbändern, Ende 18./Anfang 19. Jahrhundert, später aufgestockt | D-2-77-119-20 Wikidata | BW   |

### Gmainbauer
| Lage                    | Objekt             | Beschreibung                                                                                   | Akten-Nr.              | Bild |
| ----------------------- | ------------------ | ---------------------------------------------------------------------------------------------- | ---------------------- | ---- |
| Gmainbauer 1 (Standort) | Zugehöriger Stadel | Westflügel des ehemaligen Dreiseithofes Gmainbauer, Ständerbohlenwand auf der Innenseite, 1835 | D-2-77-119-22 Wikidata | BW   |
| Gmainbauer 2 (Standort) | Hofkapelle         | kleiner Satteldachbau, Anfang 19. Jahrhundert; mit Ausstattung                                 | D-2-77-119-23 Wikidata | BW   |

### Gmainjodl
| Lage                   | Objekt     | Beschreibung                                 | Akten-Nr.     | Bild |
| ---------------------- | ---------- | -------------------------------------------- | ------------- | ---- |
| Gmainjodl 1 (Standort) | Hofkapelle | kleiner Satteldachbau, Mitte 19. Jahrhundert | D-2-77-119-24 | BW   |

### Heinzing
| Lage                  | Objekt                         | Beschreibung | Akten-Nr.              | Bild |
| --------------------- | ------------------------------ | --- | ---------------------- | ---- |
| Heinzing 1 (Standort) | Bauernhaus eines Dreiseithofes | zweigeschossiger Satteldachbau mit offenem Blockbau-Obergeschoss und kleinem Traufschrot über Erdgeschoss in Ziegelbauweise, 3. Viertel 19. Jahrhundert | D-2-77-119-27 Wikidata | BW   |

### Heißprechting
| Lage                        | Objekt                              | Beschreibung                                                                             | Akten-Nr.              | Bild           |
| --------------------------- | ----------------------------------- | ---------------------------------------------------------------------------------------- | ---------------------- | -------------- |
| Heißprechting 10 (Standort) | Katholische Filialkirche St. Martin | spätgotischer Saalbau mit massigem Spitzturm, 2. Hälfte 15. Jahrhundert; mit Ausstattung | D-2-77-119-29 Wikidata | weitere Bilder |

### Horading
| Lage                  | Objekt                               | Beschreibung                                                          | Akten-Nr.              | Bild |
| --------------------- | ------------------------------------ | --------------------------------------------------------------------- | ---------------------- | ---- |
| Horading 5 (Standort) | Katholische Filialkirche St. Stephan | kleiner spätgotischer Saalbau, innen bezeichnet 1519; mit Ausstattung | D-2-77-119-30 Wikidata | BW   |

### Kasten
| Lage                 | Objekt      | Beschreibung                                      | Akten-Nr.              | Bild |
| -------------------- | ----------- | ------------------------------------------------- | ---------------------- | ---- |
| Kasten 12 (Standort) | Ortskapelle | kleiner Satteldachbau, 1. Drittel 19. Jahrhundert | D-2-77-119-32 Wikidata | BW   |

### Kumpfmühl
| Lage                   | Objekt                   | Beschreibung | Akten-Nr.              | Bild |
| ---------------------- | ------------------------ | --- | ---------------------- | ---- |
| Kumpfmühl 1 (Standort) | Ehemaliges Querstockhaus | zweigeschossiger Satteldachbau mit offenem Blockbau-Obergeschoss und Traufschrot, im Kern Anfang 19. Jahrhundert, Dach später | D-2-77-119-34 Wikidata | BW   |

### Obereisbach
| Lage                     | Objekt        | Beschreibung | Akten-Nr.              | Bild |
| ------------------------ | ------------- | --- | ---------------------- | ---- |
| Obereisbach 2 (Standort) | Querstockhaus | zweigeschossiger Bau mit offenem Blockbau-Obergeschoss und Flachsatteldach, langer Traufschrot, bezeichnet 1817 | D-2-77-119-37 Wikidata | BW   |

### Oberhamberg
| Lage                      | Objekt      | Beschreibung                                 | Akten-Nr.     | Bild |
| ------------------------- | ----------- | -------------------------------------------- | ------------- | ---- |
| Ranzinger Feld (Standort) | Feldkapelle | kleiner Satteldachbau, Mitte 19. Jahrhundert | D-2-77-119-38 | BW   |

### Oberhöft
| Lage                      | Objekt                            | Beschreibung | Akten-Nr.              | Bild |
| ------------------------- | --------------------------------- | --- | ---------------------- | ---- |
| Hochstraße 8 a (Standort) | Stockhaus eines Vierseithofes     | mit einem gemauerten Stallteil, bemalten Balkenköpfen, 4. Viertel 18. Jahrhundert; Ständerbohlen-Stadel mit Bundwerkteil (Troadkasten), bezeichnet 1833 | D-2-77-119-39 Wikidata | BW   |
| Hochstraße 16 (Standort)  | Kapelle                           | 2. Viertel 19. Jahrhundert; mit Ausstattung | D-2-77-119-41 Wikidata | BW   |
| Hochstraße 16 (Standort)  | Querstockhaus eines Vierseithofes | Massivbau mit Halbwalmdach, gegen Mitte 19. Jahrhundert                                                                                                 | D-2-77-119-40 Wikidata | BW   |

### Perterting
| Lage                    | Objekt        | Beschreibung | Akten-Nr.              | Bild |
| ----------------------- | ------------- | --- | ---------------------- | ---- |
| Perterting 4 (Standort) | Querstockhaus | zweigeschossiger Bau mit offenem Blockbau-Obergeschoss über massivem, verputztem Erdgeschoss, Traufschrot, im Kern 1. Viertel 19. Jahrhundert | D-2-77-119-43 Wikidata | BW   |

### Remmelsberg bei Falkenberg
| Lage                | Objekt    | Beschreibung                                     | Akten-Nr.              | Bild      |
| ------------------- | --------- | ------------------------------------------------ | ---------------------- | --------- |
| Oberfeld (Standort) | Bildstock | 18./19. Jahrhundert; südlich, an der Hauptstraße | D-2-77-119-44 Wikidata | Bildstock |

### Ruderfing
| Lage                       | Objekt     | Beschreibung                                                      | Akten-Nr.              | Bild |
| -------------------------- | ---------- | ----------------------------------------------------------------- | ---------------------- | ---- |
| Industriestraße (Standort) | Hofkapelle | kleiner Satteldachbau, 2. Hälfte 19. Jahrhundert; mit Ausstattung | D-2-77-119-46 Wikidata | BW   |

### Schöfbach
| Lage                   | Objekt        | Beschreibung | Akten-Nr.              | Bild |
| ---------------------- | ------------- | --- | ---------------------- | ---- |
| Schöfbach 5 (Standort) | Mittertennbau | zweigeschossig, mit verschaltem Blockbau-Obergeschoss, Flachsatteldach und Giebelschrot, 2. Viertel 19. Jahrhundert | D-2-77-119-47 Wikidata | BW   |

### Sillaching
| Lage                    | Objekt                            | Beschreibung | Akten-Nr.              | Bild |
| ----------------------- | --------------------------------- | --- | ---------------------- | ---- |
| Sillaching 5 (Standort) | Querstockhaus eines Dreiseithofes | zweigeschossiger Bau mit verkleidetem Blockbau-Obergeschoss und langem Traufschrot über massivem Erdgeschoss, bezeichnet 1902, im Kern wohl älter; Ständerbohlen-Stadel, Mitte 19. Jahrhundert | D-2-77-119-51 Wikidata | BW   |

### Sparöd
| Lage                | Objekt        | Beschreibung | Akten-Nr.              | Bild |
| ------------------- | ------------- | --- | ---------------------- | ---- |
| Sparöd 2 (Standort) | Querstockhaus | zweigeschossiger Bau mit Blockbau-Obergeschoss (zum Teil verschalt) über massivem Erdgeschoss (zum Teil verputzt), Flachsatteldach, um 1820/40 | D-2-77-119-52 Wikidata | BW   |

### Stopfen
| Lage                    | Objekt      | Beschreibung                                                      | Akten-Nr.              | Bild |
| ----------------------- | ----------- | ----------------------------------------------------------------- | ---------------------- | ---- |
| Kastner Feld (Standort) | Feldkapelle | kleiner Satteldachbau, 1. Hälfte 19. Jahrhundert; mit Ausstattung | D-2-77-119-53 Wikidata | BW   |

### Sulzbach
| Lage                  | Objekt    | Beschreibung                                                                          | Akten-Nr.              | Bild |
| --------------------- | --------- | ------------------------------------------------------------------------------------- | ---------------------- | ---- |
| Sulzbach 5 (Standort) | Stockhaus | Stattliches Stockhaus mit Blockbau-Obergeschoss und Brettbaluster-Schrot, gegen 1800. | D-2-77-119-54 Wikidata | BW   |

### Taufkirchen
| Lage                                            | Objekt                                    | Beschreibung | Akten-Nr.              | Bild |
| ----------------------------------------------- | ----------------------------------------- | --- | ---------------------- | ---- |
| Eisbacher Straße 2; Hofmarkstraße 18 (Standort) | Katholische Pfarrkirche Mariä Himmelfahrt | mittelalterlicher Saalbau, wohl um 1400, Chor bezeichnet 1459, Turm 2. Hälfte 15. Jahrhundert, Kirche 1913 erweitert; mit Ausstattung; Friedhofskapelle und Lourdesgrotte, Ende 19. Jahrhundert; Friedhofsmauer | D-2-77-119-55 Wikidata | BW   |
| Falkenberger Straße 1 (Standort)                | Pfarrhaus                                 | ehemaliges Schloss, zweigeschossiger Massivbau mit Satteldach, um 1720 | D-2-77-119-56 Wikidata | BW   |
| Reitler Weg (Standort)                          | Wegkapelle                                | neugotischer, verputzter Backsteinbau, Ende 19. Jahrhundert; mit Ausstattung | D-2-77-119-60 Wikidata | BW   |
| Ringstraße 1 (Standort)                         | Gasthof                                   | zweigeschossiger Satteldachbau mit Mezzanin, Lisenengliederung und Giebelrisalit, um 1890 | D-2-77-119-59 Wikidata | BW   |

### Volksdorf
| Lage                   | Objekt      | Beschreibung                                                                                      | Akten-Nr.              | Bild |
| ---------------------- | ----------- | ------------------------------------------------------------------------------------------------- | ---------------------- | ---- |
| Volksdorf 2 (Standort) | Einfirsthof | zweigeschossiger Bau mit Blockbau-Obergeschoss und Traufschrot, Giebel z. T. verbrettert, um 1840 | D-2-77-119-63 Wikidata | BW   |

### Wald
| Lage               | Objekt                                 | Beschreibung | Akten-Nr.              | Bild |
| ------------------ | -------------------------------------- | --- | ---------------------- | ---- |
| Wald 1 (Standort)  | Kleines Querstockhaus eines Hakenhofes | zweigeschossiger Blankziegelbau mit Blockbaukniestock, Flachsatteldach und Traufschrot, 1. Hälfte 19. Jahrhundert | D-2-77-119-65 Wikidata | BW   |
| Wald 10 (Standort) | Katholische Filialkirche St. Maria     | kleiner Saalbau mit Sattelturm nordseitig am Chor, 2. Hälfte 15. Jahrhundert; mit Ausstattung                     | D-2-77-119-66 Wikidata | BW   |

### Zell
| Lage                            | Objekt                                   | Beschreibung | Akten-Nr.              | Bild           |
| ------------------------------- | ---------------------------------------- | --- | ---------------------- | -------------- |
| Arnstorfer Straße 20 (Standort) | Ehemaliges Stockhaus eines Dreiseithofes | zweigeschossig, zum Teil verschaltes Blockbau-Obergeschoss mit traufseitigem Brettbalusterschrot über Backstein-Erdgeschoss, im Kern noch 18. Jahrhundert, im 19. Jahrhundert zu Querstockhaus umgebaut | D-2-77-119-67 Wikidata | BW             |
| Arnstorfer Straße 24 (Standort) | Katholische Pfarrkirche St. Ulrich       | spätgotischer Saalbau, 2. Hälfte 15. Jahrhundert, neugotischer Ausbau 1890/94; mit Ausstattung | D-2-77-119-68 Wikidata | weitere Bilder |
| Bürchener Feld (Standort)       | Feldkapelle                              | Mitte 19. Jahrhundert; mit neugotischer Ausstattung; am Hohlweg nach Bürchen | D-2-77-119-72 Wikidata | BW             |
| Reisacher Feld (Standort)       | Kapelle                                  | mit zwei vorgestellten Pfeilern, 18. Jahrhundert; mit Ausstattung; am Weg nach Reuth an der Kreuzung | D-2-77-119-71 Wikidata | BW             |

## Ehemalige Baudenkmäler
In diesem Abschnitt sind Objekte aufgeführt, die früher einmal in der Denkmalliste eingetragen waren, jetzt aber nicht mehr. Objekte, die in anderem Zusammenhang also z. B. als Teil eines Baudenkmals weiter eingetragen sind, sollen hier nicht aufgeführt werden. Aktennummern in diesem Abschnitt sind ehemalige, jetzt nicht mehr gültige Aktennummern.

| Lage                             | Objekt                            | Beschreibung | Akten-Nr.              | Bild |
| -------------------------------- | --------------------------------- | --- | ---------------------- | ---- |
| Volksdorf Volksdorf 2 (Standort) | Wohnstallhaus eines Dreiseithofes | zweigeschossiger, giebelständiger Satteldachbau mit Obergeschoss in Blockbauweise, Giebelschrote, bezeichnet 1727 | D-2-77-119-73 Wikidata | BW   |